# Antaplaga sexseriata
Antaplaga sexseriata är en fjärilsart som beskrevs av Augustus Radcliffe Grote 1881. Antaplaga sexseriata ingår i släktet Antaplaga och familjen nattflyn. Inga underarter finns listade i Catalogue of Life.